# Confession
Confession er det andet album fra nu-metalbandet Ill Niño som blev udgivet i 2003. Det er deres bedstsælgende album til dato med over 500.000 oplag solgt (guld status) i USA. Sangene nummer 15, 16 og 17 er kun inkluderet på specielle versioner.

## Numre
1. "Te Amo...I Hate You" – 3:33
2. "How Can I Live" – 3:17
3. "Two (Vaya Con Dios)" – 3:23
4. "Unframed" – 3:23
5. "Cleansing" – 3:45
6. "This Time's for Real" – 3:27
7. "Lifeless...Life..." – 2:47
8. "Numb" – 4:06
9. "Have You Ever Felt?" – 3:18
10. "When It Cuts" – 2:48
11. "Letting Go" – 3:18
12. "All the Right Words" – 4:08
13. "Re-Birth" – 2:54
14. "How Can I Live" (Spansk Version) – 3:11
15. "How Can I Live" – (Single Mix) 2:57
16. "I'll Find a Way" – 3:59
17. "Someone Or Something" – 3:06

## Musikere
- Cristian Machado – Vokal
- Dave Chavarri – Trommer
- Laz Piña – Bas
- Jardel Paisante – Guitar
- Marc Rizzo – Guitar (på nummer 2, 4, 6-8, 10-15)
- Ahrue Luster – Guitar (på nummer 1, 5, 9, 16 og 17)
- Danny Couto – Perkussion
- Omar Clavijo – 'Programmering, turntable, keyboard